# Catedral de San Juan Bautista (Carora)
La Catedral de San Juan Bautista o simplemente Catedral de Carora es el nombre que recibe un edificio religioso que pertenece a la Iglesia católica y se encuentra ubicado en la calle San Juan entre la Avenida Bolívar y Lara de la localidad de Carora en el municipio Torres, en el estado Lara en la parte centro occidental del país sudamericano de Venezuela.-
Se trata de templo que sigue el rito romano o latino y esta decorado totalmente en color blanco, y que tiene un gran valor regilioso, histórico, patrimonial y es un importante punto turístico. Funciona como la sede de la diócesis católica de Carora (Dioecesis Carorensis) que fue establecida el 22 de julio de 1992 con la bula pontificia Certiori christifidelium del Papa Juan Pablo II.
El templo está ubicado en la zona colonial, frente a la plaza Bolívar. Su construcción duró cerca de los cien años. Es del estilo barroco colonial con ciertos elementos de la arquitectura renacentista. Construida a principios de 1600, el edificio ya estaba activo en 1658, en 1745 se crea el altar mayor y en 1825 resultó dañada por un incendio por lo que tuvo que ser reconstruida.
Es catedral oficialmente desde el 11 de noviembre de 1992.